# تفنگ دستی
تفنگ‌های دستی، به‌عنوان یکی از مؤثرترین و پرکاربردترین سلاح‌های کمری در تاریخ نظامی، همواره جایگاهی ویژه در میدان‌های نبرد، عملیات‌های امنیتی و حتی حوزه‌های مدنی داشته‌اند. این سلاح‌های کوچک‌جُثه، با قابلیت حمل آسان و استفاده سریع، به‌عنوان ابزاری حیاتی برای نیروهای مسلح، مأموران انتظامی و افراد عادی شناخته می‌شوند. 

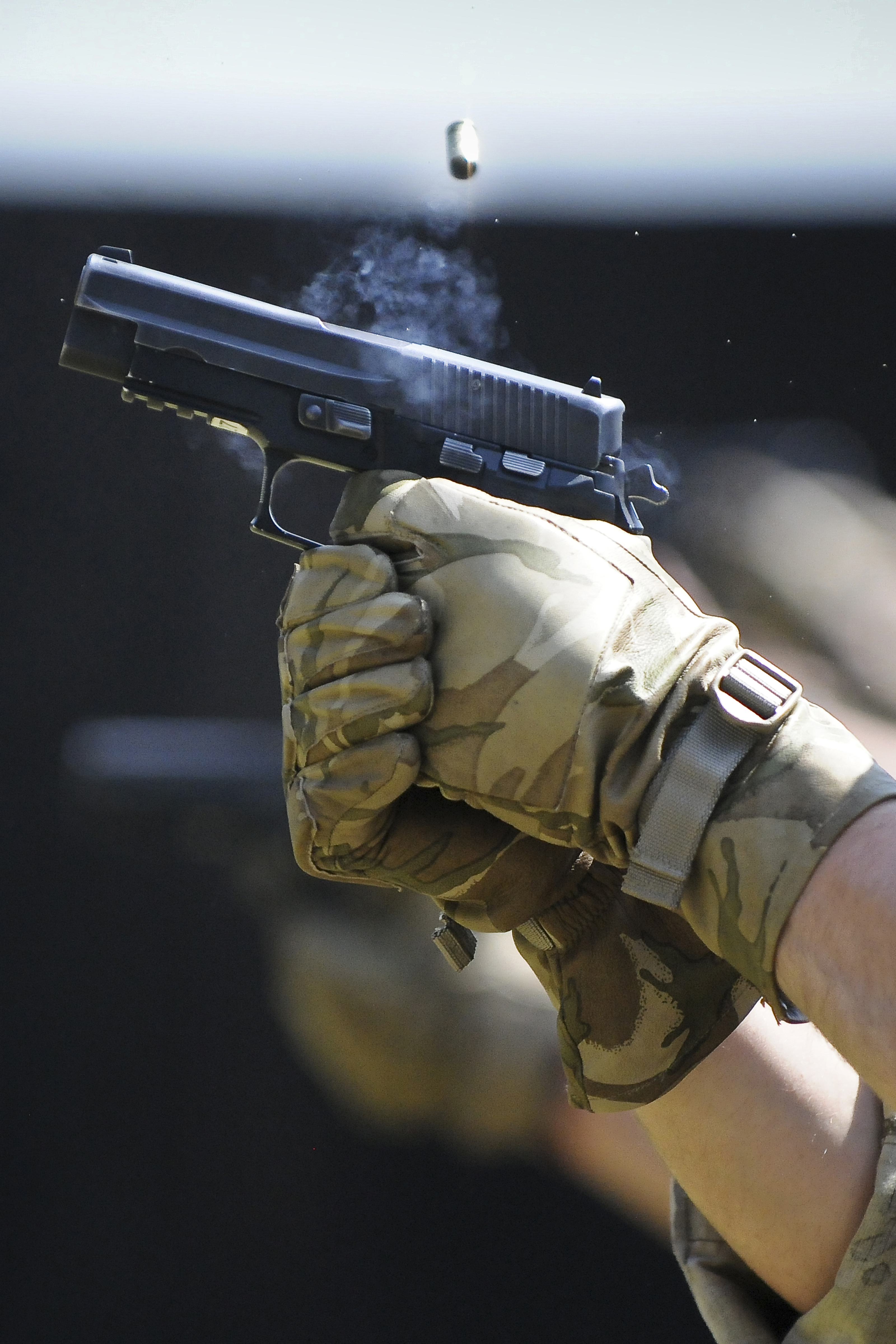

از نظر ساختاری، تفنگ‌های دستی به دو گروه اصلی تقسیم می‌شوند: چرخ‌لول‌ها و تپانچه‌های نیمه‌خودکار. هر یک از این دو نوع، با سازوکارهای منحصربه‌فرد خود، مزایا و معایبی دارند که انتخاب آن‌ها را به نیازهای عملیاتیِ خاص وابسته می‌کند. پیشرفت‌های فناوری در طراحی گلوله، فرایند عملکرد گَلَنگَدَن و مواد به‌کاررفته در بدنه، موجب افزایش دقت، قدرت و اطمینان‌پذیری این سلاح‌ها شده است.  

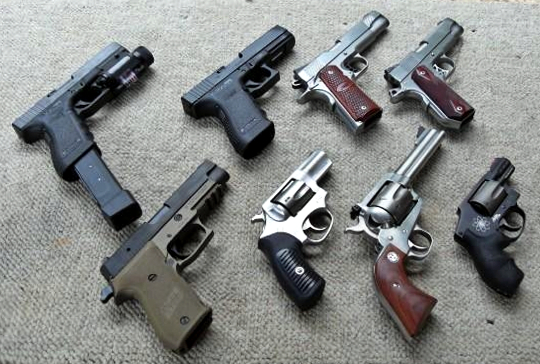
چند نوع از تفنگ دستی

از منظر تاریخی، تفنگ‌های دستی نخستین بار در سده‌های میانی ظهور کردند و با گذر زمان، تحولات چشمگیری را پشت سر گذاشتند. از نمونه‌های ابتدایی تا مدل‌های پیشرفته‌ای چون «مَگنُم ریسِرچ بی‌اِف‌آر» یا «زیگ زاوئِر پی۳۲۰»، این سلاح‌ها همواره در خط مقدم تحولات صنایع نظامی قرار داشته‌اند. نقش آن‌ها در جنگ‌های جهانی، درگیری‌های چریکی و عملیات‌های ویژه، بر اهمیت مطالعه و تحلیل آن‌ها افزوده است.  
در حوزه علوم نظامی، تسلط بر استفاده از تفنگ دستی، نه‌تنها مستلزم آموزش‌های فنی، بلکه نیازمند درک راهکُنِش‌های رزمی، روانشناسی تیراندازی و مدیریت صحنه درگیری است. طراحی کارآساز، کاهش لگد سلاح و افزایش ظرفیت خشاب، از جمله عواملی هستند که کارایی این سلاح را در شرایط عملیاتی افزایش می‌دهند.  

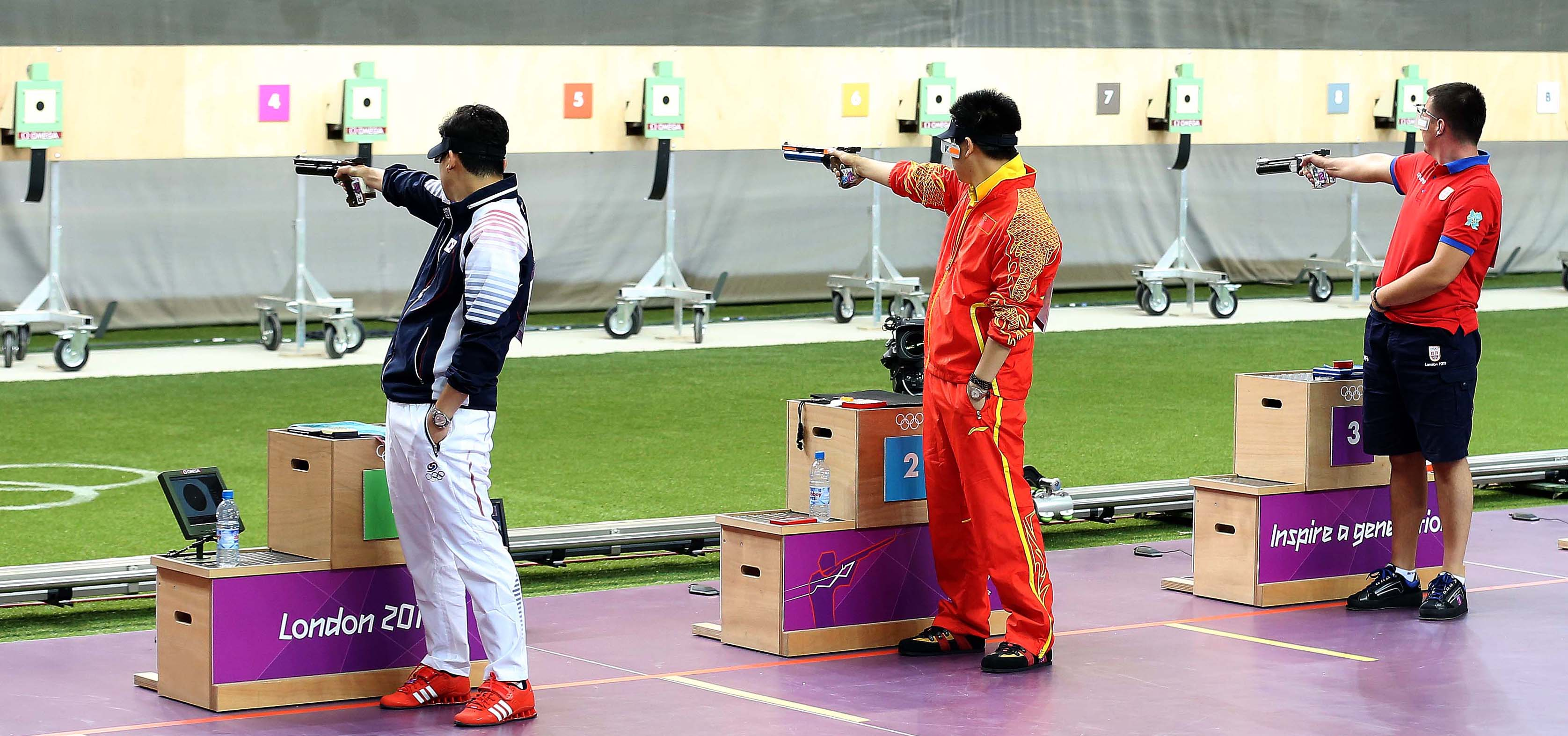
مسابقات تیراندازی مردان با تپانچه بادی در فاصله ۱۰ متری از هدف (المپیک تابستانی ۲۰۱۲ لندن)

بررسی تفنگ‌های دستی، تنها محدود به ابعاد فنی و تاریخی نیست؛ بلکه مسائل امنیت‌محور اجتماعی، قوانین حمل و استفاده، و تأثیرات اجتماعی‌فرهنگی آن‌ها نیز موضوعاتی کلیدی محسوب می‌شوند.